# Oettingen-Wallerstein

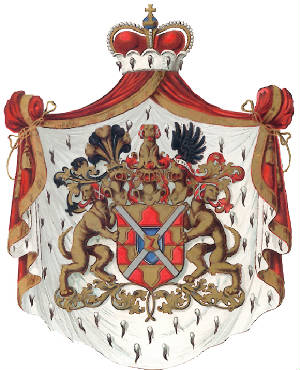
Wappen des fürstlichen Hauses Oettingen-Wallerstein

Oettingen-Wallerstein ist eine Linie des schwäbisch-fränkischen Adelshauses Oettingen. Sie entstand durch die Teilung der Linie Oettingen-Alt-Wallerstein im Jahre 1602. Unter Kraft Ernst wurde das Haus Oettingen-Wallerstein 1774 durch Kaiser Joseph II. in den Reichsfürstenstand erhoben. Nach dem Aussterben der evangelischen Linie Oettingen-Oettingen im Jahr 1731 erhielt sie zwei Drittel der Besitzungen. Außerdem beerbte Oettingen-Wallerstein die gräfliche Linie Oettingen-Baldern, welche 1789 ausstarb.
Die Linie besaß auch die Herrschaft Dagstuhl (heute zu Wadern im Saarland), für die sie 1803 mit kirchlichem Besitz in Bayern und Württemberg entschädigt wurde (Kloster Maihingen, bis 1946 im Besitz, und Kloster St. Mang in Füssen, bis 1839 im Besitz).
Durch die Mediatisierung kam das Fürstentum Oettingen-Wallerstein mit der Rheinbundakte 1806 an die bayerische Krone und mit dem Grenzvertrag zwischen Bayern und Württemberg 1810 an das Königreich Württemberg. Fürst Ludwig zu Oettingen-Wallerstein übte das Kronamt des bayerischen Kronobersthofmeisters von 1808 bis 1849 aus. Er war außerdem unter König Ludwig I. bayerischer Innen- und Außenminister.
Oettingen-Wallerstein ist neben der Linie Oettingen-Spielberg der einzige noch heute bestehende Zweig des Adelsgeschlecht derer von Oettingen.

## Grafen zu Oettingen-Wallerstein (1602–1774)
Wilhelm II. von Oettingen-alt-Wallerstein (jüngere Linie) stirbt 1602. Sein Sohn
- Wolfgang III. (1573–1598), gründet die Linie Oettingen-Wallerstein
  - Ernst II. (1594–1670), Reichshofratspräsident in Wien
    - Wilhelm IV. (1627–1692)
    - Wolfgang IV. (1629–1708), Reichshofratspräsident und Großbotschafter des Reiches[2]
    - Philipp (1640–1680)
      - Joseph Anton Karl (1679–1738)
        - Johann Karl Friedrich (1715–1744)
          - Maximilian (1743–1745)

        - Philipp Karl Dominikus (1722–1766)
          - Kraft Ernst (1748–1802), 1. Reichsfürst zu Oettingen-Oettingen und Oettingen-Wallerstein ab 1774

## Fürsten zu Oettingen-Wallerstein (ab 1774)
Kraft Ernst (1748–1802), 1. Reichsfürst zu Oettingen-Oettingen und Oettingen-Wallerstein
- Ludwig (1791–1870), 2. Fürst, verzichtete auf sein Recht um morganatisch zu heiraten, bayerischer Kronobersthofmeister, bayerischer Innen- und Außenminister
- Friedrich (1793–1842), 3. Fürst
  - Karl Friedrich I. (1840–1905), 4. Fürst
  - Karl (1877–1930), 5. Fürst

## Chefs des Hauses zu Oettingen-Wallerstein (ab 1918)
Karl (1877–1930)
- Eugen (1885–1969), Politiker
  - Karl Friedrich II. (1917–1991)
    - Moritz (* 1946)

## Weitere
- Philipp Karl von Oettingen-Wallerstein (1759–1826), kaiserlich österreichischer Staatsmann (Sohn von Philipp Karl Dominicus zu Oettingen-Wallerstein (1722–1766))